# Mobility Carsharing
«Mobility Carsharing» (офіційно «Mobility Cooperative», також відомий як «Mobility Car Sharing» або просто «Mobility» скорочено) — це швейцарський кооператив каршерінгу. Він охоплює майже весь організований каршерінг у Швейцарії. «Mobility» пропонує 2930 автомобілів на 1500 майданчиках та 200 скутерів у Цюриху як для приватних клієнтів, так і для компаній.
Станом на 2024 рік «Mobility» має 800 000 клієнтів, з яких 66 800 є членами кооперативу. Компанія має штат із 224 співробітників та має обіг у 76 мільйонів швейцарських франків. Це найважливіша компанія каршерінгу у Швейцарії.